# Žanna Juškāne
Žanna Juškāne (* 5. Oktober 1989 in Rēzekne) ist eine lettische Biathletin.
Žanna Juškāne startete zu Beginn des Jahres 2007 erstmals im Junioren-Europacup und wurde 36. im Sprint von Forni Avoltri. Bei den Juniorenweltmeisterschaften des Jahres in Martell war der 31. Rang im Einzel die beste Platzierung. Im Sommer des Jahres startete sie zudem bei den Juniorenweltmeisterschaften im Sommerbiathlon in Otepää. Im Sprint wurde sie 25., mit der Staffel Neunte. 2007/08 startete die junge Lettin zunächst im Biathlon-Europacup. Seit dem ersten Staffel-Saisonrennen in Hochfilzen wurde Juškāne in allen Staffelrennen des Biathlon-Weltcup 2007/08 eingesetzt. Im dritten Rennen in Oberstdorf kam sie mit der lettischen Staffel als Zehnte erstmals unter die Top Ten. Žanna Juškāne nahm an den Olympischen Winterspielen 2010 teil. Ihr bestes Resultat war der 79. Platz im Sprint. Mit der Staffel belegte sie Rang 19.

## Biathlon-Weltcup-Platzierungen
Die Tabelle zeigt alle Platzierungen (je nach Austragungsjahr einschließlich Olympische Spiele und Weltmeisterschaften).
- 1.–3. Platz: Anzahl der Podiumsplatzierungen
- Top 10: Anzahl der Platzierungen unter den ersten zehn (einschließlich Podium)
- Punkteränge: Anzahl der Platzierungen innerhalb der Punkteränge (einschließlich Podium und Top 10)
- Starts: Anzahl gelaufener Rennen in der jeweiligen Disziplin
- Staffel: inklusive Mixed- und Single-Mixed-Staffeln

| Platzierung         | Einzel | Sprint | Verfolgung | Massenstart | Staffel | Gesamt |
| ------------------- | ------ | ------ | ---------- | ----------- | ------- | ------ |
| 1. Platz            |        |        |            |             |         |        |
| 2. Platz            |        |        |            |             |         |        |
| 3. Platz            |        |        |            |             |         |        |
| Top 10              |        |        |            |             | 1       | 1      |
| Punkteränge         |        | 1      | 1          |             | 20      | 22     |
| Starts              | 17     | 50     | 1          |             | 20      | 88     |
| Stand: Karriereende |        |        |            |             |         |        |